# De kop van de kat was jarig
De kop van de kat was jarig is een kinder- of verjaardagsliedje, het is een nonsensversje. Het lied wordt gezongen op sommige basisscholen voor een jarige. Het lied wordt ook wel gezongen op kinderpartijtjes.
In het lied worden verschillende lichaamsdelen van de kat voorgesteld, gepersonificeerd als afzonderlijke personen. Zo begint het met de regel: "De kop van de kat is jarig en de pootjes vieren feest". De pootjes komen zelfs op verjaarsvisite. Ten slotte wordt de afwezigheid als gevolg van ziekte van de staart verklaard. 

## Liedtekst
De kop van de kat was jarig,
zijn pootjes vierden feest.
Het staartje kon niet meedoen
dat was pas ziek geweest.
Dat kwam pas uit het ziekenhuis
en had zo'n pijn in z'n keel.
En al dat dansen en dat springen,
dat was hem veel te veel.